# Тимократ са Родоса
Тимократ са Родоса (грч. Τιμοκράτης) био је старогрчки дипломата, учесник Коринтског рата.

## Биографија
Поход Десет хиљада представља повод за избијање спартанско-персијског рата. Спартански краљ Агесилај 396. године п. н. е. покреће поход на Малу Азију поразивши персијског лидијског сатрапа Тисаферна у близини Сарда. Сатрап Фригије, Фарнабаз, настојао је побудити грчке демократе да покрену устанак против спартанске хегемоније. Због тога је у Атину, Тебу, Коринт и Аргос послао Тимократа који је понудио издашну новчану помоћ за пдизање устанка против Спарте. На Родосу је у то време већ био подигнут устанак. Центар антилаконског расположења била је Теба у којој је Тимократ подмитио Андроклида, Исменију и Галаксидора. У Аргосу је на устанак наговорио Килона и његове истомишљенике, а у Коринту Тимолаја и Полианта. Атињане није било ни потребно наговарати. Они су и без подмићивања једва чекали рат, сматрајући неправдом да неко влада над њима (Ксенофонт). Сурова спартанска политика довела је до великог нерасположења према Спартанцима. Због тога је Тимократ трошио персијски новац више за припреме за устанак него за подмићивање вођа. Тимократ је испунио свој задатак. Агесилају је наређено да се повуче натраг у Спарту како би је бранио од побуњеника који су се окупили на Истамској превлаци. 